# Payasos (canción)
«Payasos» es una canción del disco LP La Banda Timbiriche: En Concierto de la banda mexicana Timbiriche.
La canción es una adaptación al español, de una versión en inglés.

## La canción
La canción habla sobre unos chicos que se la quieren pasar muy bien, sobre la base de payasos.
Con baile y todo, los amigos vestidos de payasos están dispuestos pasarse un buen tiempo.

## Vídeo
En el vídeo, se muestra al grupo completamente vestidos y maquillados como payasos, fue lanzado en 1983 para promocionar el álbum.

## Posicionamiento
| Listas (2006-2007)               | Posiciones |
| -------------------------------- | ---------- |
| Latin America Top 100            | 26         |
| México Top 100                   | 23         |
| España Hot 100                   | 15         |
| U.S. Billboard Latin Pop Airplay | 09         |

- Datos: Q6067694